# Quercus graciliformis
Quercus graciliformis — вид квіткових рослин з родини букових (Fagaceae). Ендемік Техасу.

## Морфологічні особливості
Quercus graciliformis — це невелике напіввічнозелене дерево, що досягає 8 м заввишки і отримало назву завдяки своїм тонким дугоподібним гілкам. Відрізнити Q. graciliformis від Q. canbyi досить складно, але перший дає плоди, які дозрівають протягом двох років, тоді як другий потрібен лише один рік для дозрівання плодів.

## Умови зростання
Quercus graciliformis зустрічається вище 1650 м лише в горах Чісос, на заході Техасу. Його ареал надзвичайно обмежений, загалом охоплюючи менше 65 км2. Росте в сухих дубових лісах, що вистилають дна каньйону гір Чісос, і особливо відомий тим, що він присутній у районах з високим рівнем ґрунтових вод.

## Галерея

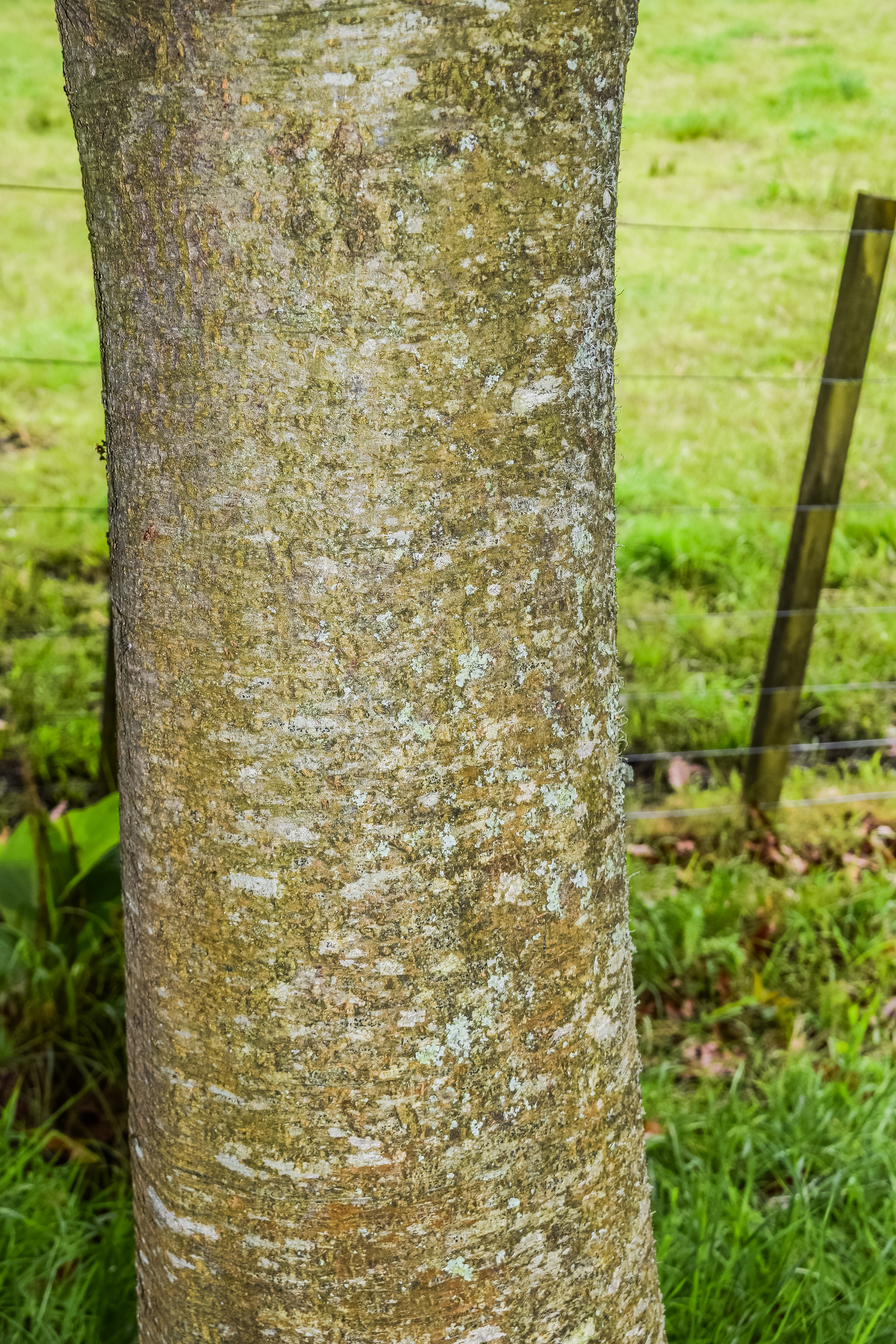
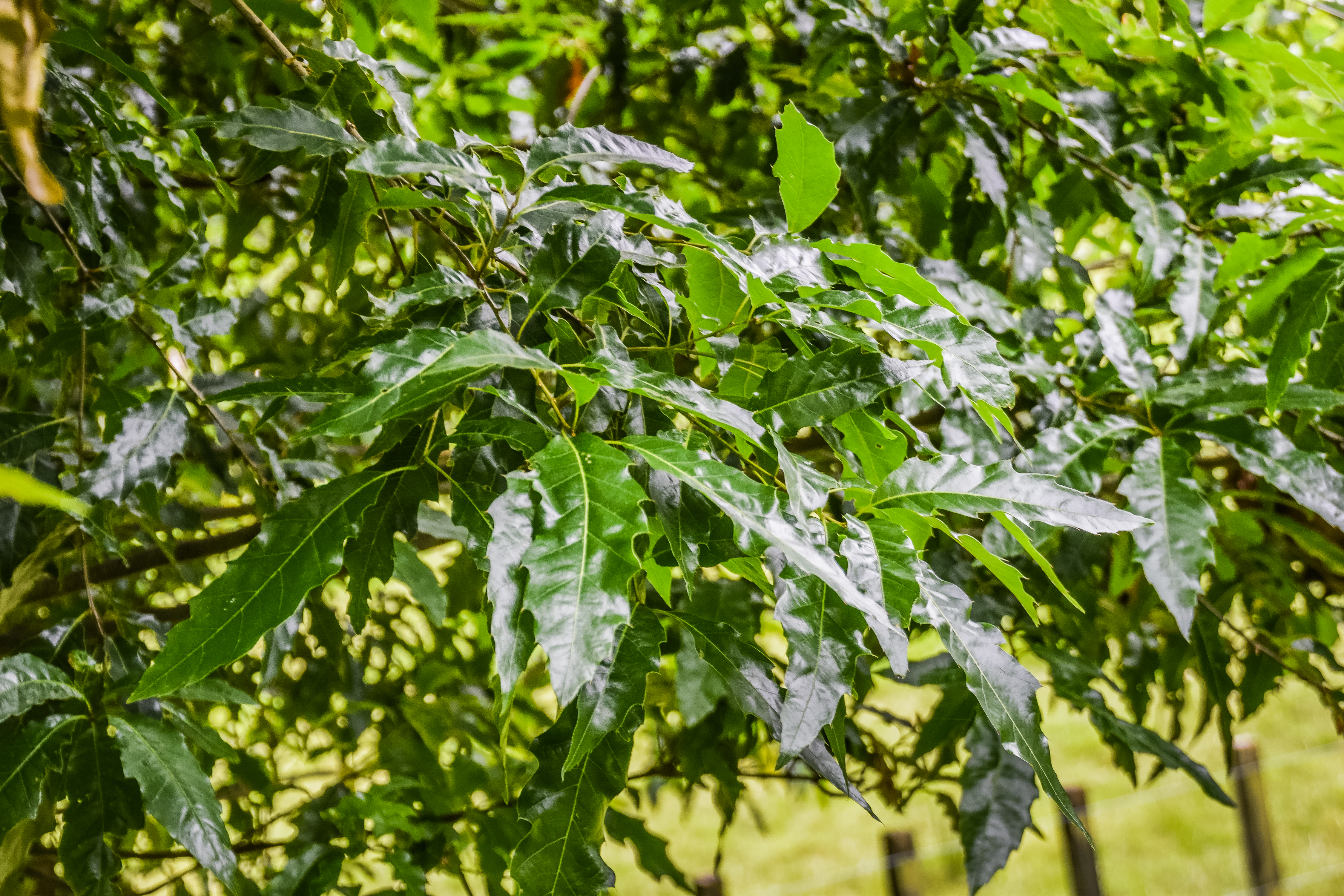
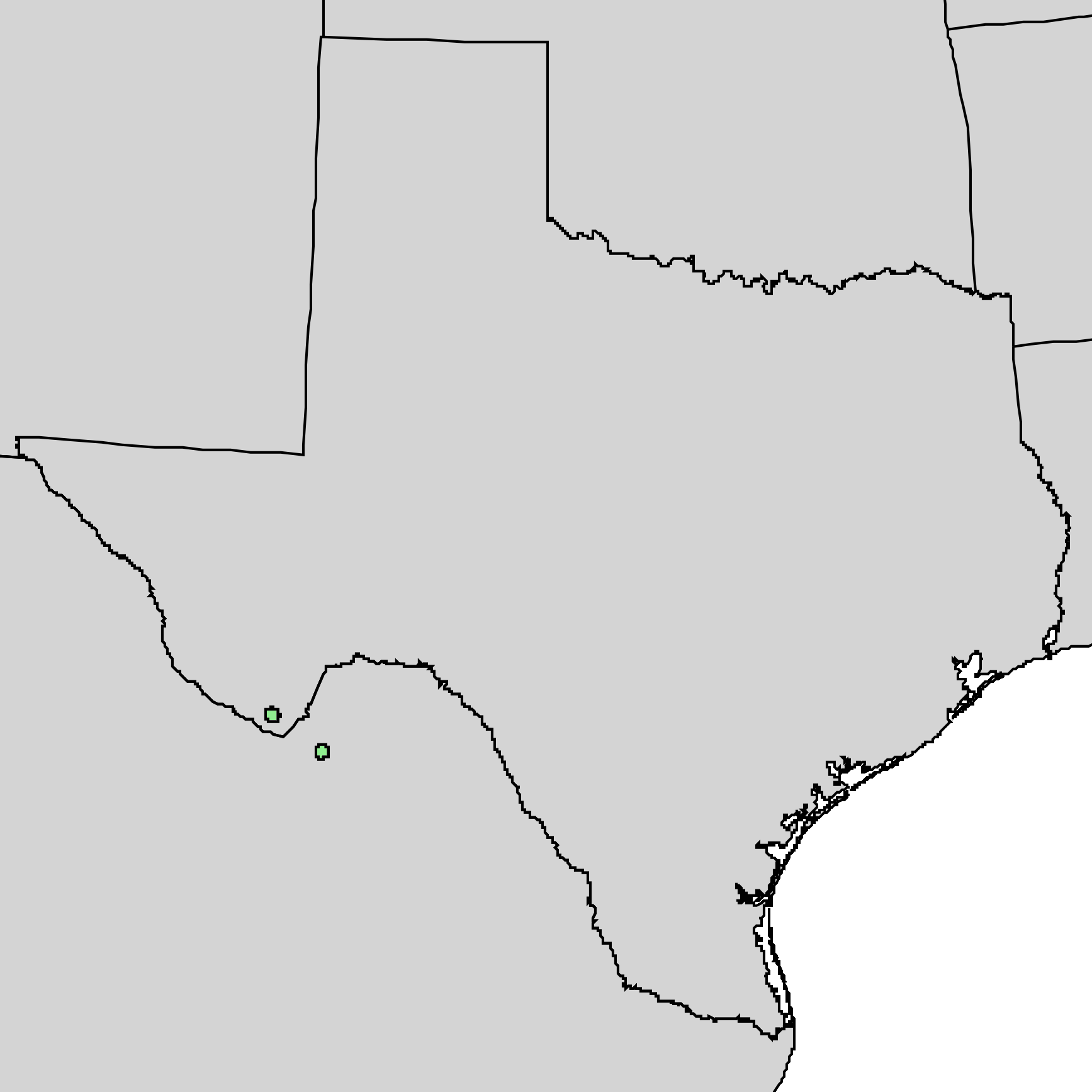